# قمع سياسي
القمع السياسي أو الكبت السياسي هو الفعل الذي يمارسه أحد كيانات الدولة ويتمثل بالسيطرة على المواطن باستخدام القوة من أجل أسباب سياسية، وخاصة بهدف تقييد قدرة المواطن على المشاركة في الحياة السياسية لمجتمع ما أو منعه من ذلك، وبالتالي التقليل من مكانته بين أقرانه من المواطنين. تستهدف أساليب القمع المواطنين الذين من المرجح أن يعترضوا على الأيديولوجية السياسية للدولة وذلك بهدف بقاء الحكومة في السيطرة. في الأوتوقراطيات، يُستخدم القمع السياسي لمنع الدعم والتعبئة المناهضَين للنظام. يتجلى القمع السياسي غالبًا من خلال سياسات مثل انتهاكات حقوق الإنسان، وسوء استخدام المراقبة، ووحشية الشرطة، والسَّجن، والتوطين القسري، وتجريد المواطنين من حقوقهم، والتطهير، وأعمال العنف أو الترهيب مثل القتل العمد، والإعدام الموجز، والتعذيب، والاختفاء القسري، وعقوبات أخرى خارج نطاق القضاء بحق الناشطين السياسيين أو المنشقين أو عامة الشعب. إن أساليب القمع المباشرة هي تلك التي تستهدف عناصر فاعلين محددين أصبحوا على دراية بالأذى المسبَّب لهم بينما تعتمد الأساليب السرية على تهديد المواطن الذي تم القبض عليه (التنصت على المكالمات الهاتفية والمراقبة). تختلف فعالية هذه الأساليب: تدفع أساليب القمع السرية المنشقين إلى استخدام أساليب مضادة يصعب اكتشافها، في حين يسمح القمع المباشر للمواطن بأن يراه ويرد عليه. يمكن تعزيز القمع السياسي أيضًا بوسائل خارج نطاق السياسة المكتوبة، عبر ملكية وسائل الإعلام العامة والخاصة مثلًا وعبر الرقابة الذاتية بين الأفراد.
في الأماكن التي يُمارس فيها القمع السياسي كعقوبة ويُنظم من قبل الدولة، فإنه قد يُعتبر إرهاب دولة أو إبادة جماعية أو جريمة سياسية أو جرائم بحق الإنسانية. يُعد القمع السياسي المنهجي الوحشي سمةً مميزة للديكتاتوريات والدول الشمولية والأنظمة المشابهة. في حين يتنوع استخدام القمع السياسي اعتمادًا على النظام السلطوي، يُقال إن القمع هو أساس الأوتوقراطيات وسمةٌ مميزة لها عبر خلق تسلسل هرمي للسلطة بين القائد والمواطن، ما يساهم في ديمومة النظام. لوحظ وجود نشاطات قمعية في البيئات الديمقراطية أيضًا. قد يشمل هذا حتى تهيئةَ الظروف ليكون موت المستهدَف من القمع هو النتيجة النهائية. إذ لم يُنفَّذ القمع السياسي بموافقة الدولة، فربما يكون أحد أقسام الحكومة متحملًا للمسؤولية. تشمل بعض الأمثلة عمليات كوينتيلبرو التي نفذها مكتب التحقيقات الفيدرالي بين عامي 1956 و1971 وغارات بالمر 1919–1920.
في بعض الدول، قد يكون «القمع» مصطلحًا رسميًا مستخدمًا في التشريع وفي أسماء المؤسسات الحكومية. كان لدى الاتحاد السوفيتي سياسةٌ قانونية لقمع المعارضة السياسية موصوفةٌ في القانون الجنائي للبلاد، وكان لدى كوبا تحت حكم فولغينسيو باتيستا وكالة شرطة سرية سُميت رسميًا مكتب قمع الأنشطة الشيوعية. وفقًا لستيفن ويتكروفت الباحث في الدراسات السوفيتية والشيوعية، تُستخدم المصطلحات مثل «الترهيب» و«التطهير» و«القمع» للإشارة إلى نفس الأنشطة في حالة الاتحاد السوفيتي، وهو يعتقد أن أكثر المصطلحات حياديةً هي القمع والقتل الجماعي، رغم أن المفهوم الواسع للقمع في اللغة الروسية يُستخدم بصورة شائعة ليشمل القتل الجماعي ويُعد أحيانًا مرادفًا له، وهذا ليس صحيحًا في اللغات الأخرى.

## في الصراع السياسي
يزيد الصراع السياسي من احتمالية قمع الدولة بصورة كبيرة. يمكن القول إن هذا الاكتشاف هو الأقوى في أبحاث العلوم الاجتماعية حول القمع السياسي. تُعد الحروب الأهلية مؤشِّرًا قويًا للنشاط القمعي، كما هي الأشكال الأخرى التي تمارسها أطراف فاعلة غير حكومية. غالبًا ما تنخرط الدول في سلوكيات قمعية في فترات الصراع الأهلي إذ أُطلق على العلاقة بين هاتين الظاهرتين مصطلح «قانون الاستجابة القسرية». عندما تتعرض سلطة الأنظمة أو شرعيتها للتهديد، فإنها تستجيب لذلك عبر قمع المنشقين سرًّا أو علانيةً للقضاء على التهديد السلوكي. يؤثر قمع الدولة لاحقًا في تعبئة المنشقين، رغم أن مسارَ هذا التأثير لا يزال سؤالًا مفتوحًا. تقترح بعض الأدلة القوية أن القمع يكبح تعبئة المنشقين عبر الحد من قدرتهم على التنظيم، لكن قد يستطيع هؤلاء أيضًا الاستفادة من سلوك الدولة القمعي عبر تأطير القمع بصفته تظلُّمًا جديدًا ضد الدولة.

## العنف
يترافق القمع السياسي في أغلب الأحيان مع العنف، الذي قد يكون مشروعًا أو غيرَ مشروعٍ حسب القانون المحلي. يستطيع العنف أن يُنهي المعارضة السياسية بصورة مباشرة عبر قتل أفراد المعارضة، أو بصورة غير مباشرة عبر بثِّ الذعر.

## التعصب
يترافق القمع السياسي أحيانًا مع التعصب. يتجلى هذا التعصب في سياسات التمييز، وانتهاكات حقوق الإنسان، ووحشية الشرطة، والسَّجن، والإبادة، والنفي، والابتزاز (الانتزاع)، والإرهاب، والقتل خارج نطاق القضاء، والإعدام الموجز، والتعذيب، والاختفاء القسري، وعقوبات أخرى ضد الناشطين السياسيين والمنشقين والشعب عمومًا.
إن بعض الأنظمة التي تحكم المجتمعات التي تعاني من صراع عرقي ديني مستمر قد تترسخ على أساس المفاهيم الاستبعادية للقومية. في مثل هذه الدول التمييزية، يتولّد الحق السياسي عبر التمييز بين المواطنين، الذين يُمنحون حقوقَ «الأشخاص الكاملين» ومكانتَهم الأخلاقية، والغرباء أو «الأشخاص الثانويين» (الأشخاص الدونيين) في المجتمع. إن الامتيازات التي يتمتع بها المواطنون ذاتُ معنى لأنها مُحرَّمة على الأشخاص الثانويين، بسبب دونيَّتهم الملحوظة، وبذلك تخلق الحكومة نظامًا سياسيًا يبرّر هيمنة المواطنين ويمكّنها عبر «الاستغلال المنهجي لأجساد غير المواطنين وأرضهم ومواردهم، وحرمانهم من تكافؤ الفرص الاجتماعية الاقتصادية». بهذه الطريقة، يقوم النظام بتفعيل الهيمنة وإخضاع جماعات معينة من أجل فرض سلطته السياسية. تميّز هذه الدول القمعية بين المواطنين والأشخاص الثانويين على أساس مفاهيم الهوية المتفق عليها اجتماعيًا. تكتسب الحكوماتُ الشرعيةَ عبر شرح المفاهيم الاستبعادية للهوية القومية، التي تكرّس الانقسام بين المواطنين والغرباء.
ولأن تزييف القومية يتطلب في أغلب الأحيان توجيهًا جديدًا لهويات إحدى الجماعات الموجودة، فسوف تفسّر الأنظمة هويتها القومية عبر الاستفادة من متغيرات القوة الناعمة. يُعرِّف محمد برفيز متغيراتِ القوة الناعمة بأنها مصادر قوة جذابة غير ملموسة مثل الدين والأعراف الثقافية والمؤسسات والتي تروق للناس وتشجع التزامهم. تتشكل متغيرات القوة الناعمة عبر التصوّر الاجتماعي، ما يعني أنها عشوائية ومرنة. لهذا السبب، عندما يستخدم المواطن متغيراتِ القوة الناعمة فإنه يحفّز «الذاتية المؤَمْنَنة»، إذ «يرغب الأفراد في دولة ما بالأمننة حين يخافون أو يشعرون بتهديد لهويتهم. في هذه الحالة، تتطلب كل هوية ذاتية تهديدًا من الآخرين». يتعمّد قادة الدول الانتقاصَ من الأشخاص الثانويين والحرَص على وجود بيئة دائمة من الذاتية المؤمننة من أجل توطيد قوتهم السياسية بشكل أكبر وترسيخ هيمنة المواطنين. ومن خلال خلق معضلة أمنية دائمة بين الجماعات المهيمنة والخاضعة، توصل الأنظمة القمعية إلى الجماعات المهيمنة فكرةَ أن الحماية التي توفرها الدولة ضروريةٌ من أجل بقاء جماعة الهوية المهيمنة وبقاء الدولة القومية، الأمر الذي يضفي الشرعية على الدولة. بهذه الطريقة، تخلق الأنظمة القمعية عبر التلاعب بمتغيرات القوة الناعمة قوميةً تعتمد على الفصل بين جماعات الهوية المهيمنة والخاضعة.

## إرهاب الدولة
عندما يكون القمع السياسي عقوبةً ومنظّمًا من قبل الدولة، قد تصل الأمور إلى إرهاب الدولة والإبادة الجماعية والجرائم بحق الإنسانية. يُعد القمع السياسي المنهجي الوحشي سمةً مميزة للديكتاتوريات والدول الشمولية والأنظمة المشابهة. يمكن تنفيذ أعمال القمع السياسي في هذه الأنظمة من خلال الشرطة والشرطة السرية، والجيش، والقوات شبه العسكرية، وفرق الموت. في بعض الأحيان، اعتبرت الأنظمةُ الممارسةَ الديمقراطية للقمع السياسي وإرهاب الدولة على الدول الأخرى جزءًا من سياستها الأمنية.